# آسترئا (سزار)
آسترئا (انگلیسی: Astrea, Cesar) نام شهری در کشور کلمبیا است.